# Athyreus zischkai
Athyreus zischkai är en skalbaggsart som beskrevs av Martinez 1953. Athyreus zischkai ingår i släktet Athyreus och familjen Bolboceratidae. Inga underarter finns listade.